# Rechthoekige dolmen

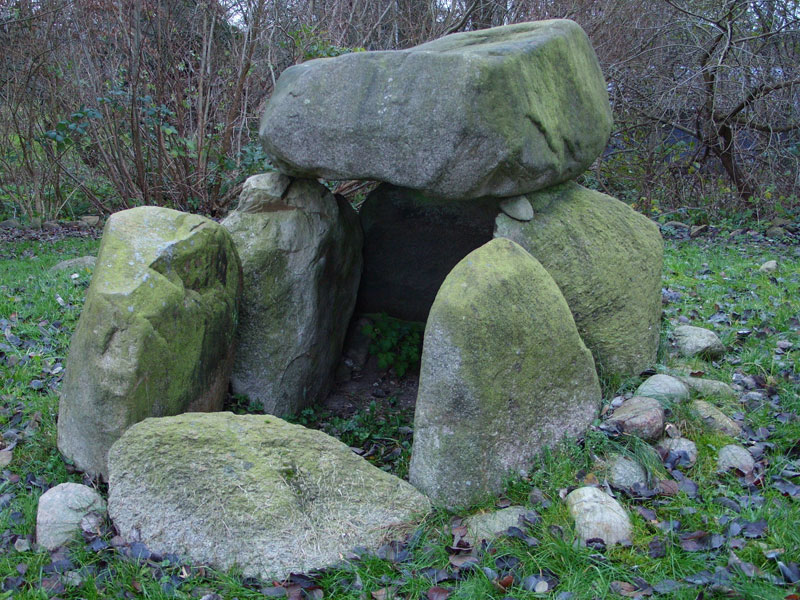
rechthoekige dolmen van Hüsby

Een rechthoekige dolmen (Duits: Rechteckdolmen) is een type hunebed. De benaming komt voornamelijk in Sleeswijk-Holstein voor, waar deze plattegrond ook primair aanwezig is. Een preciezere aanduiding is de „erweiterter Dolmen“ (Ewald Schuldt en Ernst Sprockhoff), omdat het bij dit type hunebed ook om trapeziumvormige hunebedden kan gaan zoals bijvoorbeeld Gnewitz.
De hunebedden ontstonden tussen 3500 en 2800 v.Chr. als megalitische bouwwerken van de trechterbekercultuur (TBK).

## Dekstenen en gang

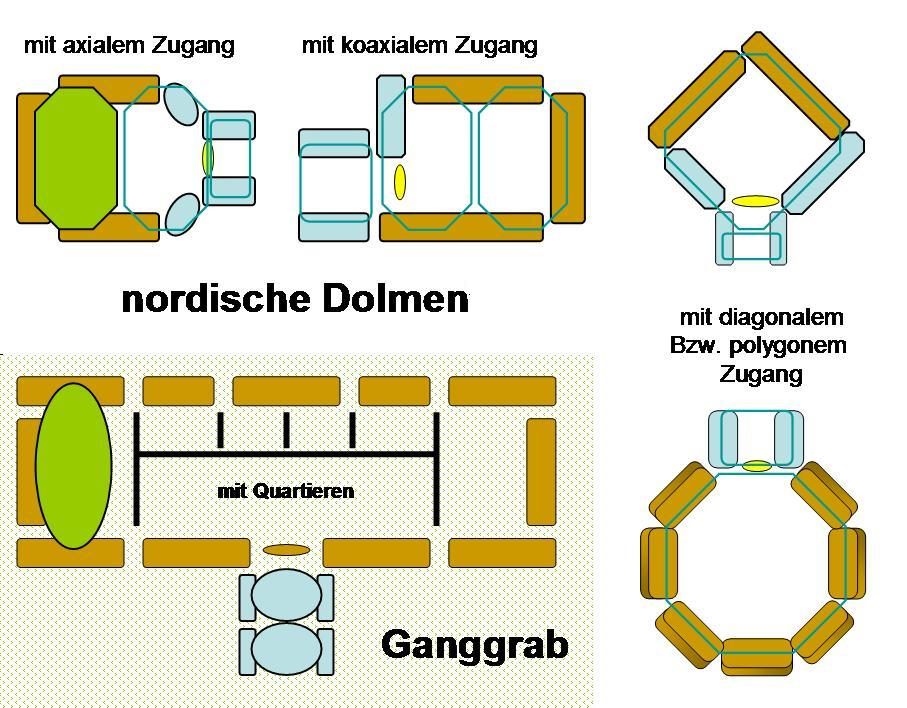
rechthoekige dolmen (boven), ganggraf met verschillende secties en een polygonale dolmen (onder)

Waar een Urdolmen meestal maar één deksteen heeft (alhoewel twee dekstenen ook voorkomen), heeft de  rechthoekige dolmen vaak ten minste twee (alhoewel één deksteen ook voorkomt). De rechthoekige dolmen onderscheidt zich voornamelijk door de opstelling van de staande draagstenen van de Urdolmen.
Als er drie dekstenen aanwezig zijn, wordt het hunebed een Großdolmen genoemd in Duitsland, in Denemarken en  Scandinavië spreekt men dan van Stordysse of -döse.
Een ander verschil in dit type hunebed is dat er altijd een toegang aanwezig is. De hunebedden zijn vanaf de korte zijde toegankelijk. In enkele gevallen is er een korte gang, vaak uit één tot twee steenparen, van  1,0—1,5 meter lengte voor de kamer gezet. Zelfs bij onaangetaste bouwwerken is de gang vaak zo kort dat de gang de kransstenen niet bereikt. De kamer is afgesloten met een steen die weggehaald moet worden als men het hunebed betreden wil.
In Denemarken en Zweden kan de gang veel langer zijn, voornamelijk in de ronde heuvels die hier gebruikelijk zijn.
De gemiddelde verhoudingen bij 33 hunebedden van de binnenlengte en binnenbreedte van de kamer ligt tussen 1:1,05 (Waabs-Ost) en 1:3,17 (Nebel-West). In het midden ongeveer 1:1,83 (Windeby).

## Heuvelvorm
In Langhügeln liggen de rechthoekige dolmens vaak kruislings ten opzichte van de lange zijde van het hunebed.
Het aandeel Rechteckdolmen in ronde of ovale dekheuvels is hoger in Sleeswijk-Holstein dan bij de Urdolmen (20% tot wel 27%). Dit aantal kan hoger zijn, omdat de afgegraven Rundhügel minder sporen achterlaten dan de Langhügeln. In Mecklenburg-Voor-Pommeren lagen slechts 20 van de door Ewald Schuldt onderzochte „erweiterten Dolmen“ in een Rundhügel.

## Grootte
De meeste rechthoekige dolmens zijn langer dan twee meter, veel zijn zelfs langer dan drie meter en 0,9 meter tot 1,5 meter breed. Dit zet de trend van de Urdolmen voor, de binnenruimte wordt steeds groter.

## Verspreiding
In Sleeswijk-Holstein is dit het meest voorkomende hunebedtype, er zijn 154 in het gebied aangetroffen. Het komt in het gehele kustgebied voor en op de Oost-Friese Waddeneilanden. Ze komen voor tot aan de Elbe ten zuiden van de Großer Plöner See. In Nedersaksen komt dit type hunebed ook ten zuiden van de rivier voor.
In Mecklenburg-Voor-Pommeren zijn 54 rechthoekige dolmens behouden van de oorspronkelijke 98.
Rechthoekige dolmens komen ook in groepen voor. In Denemarken komen tot wel vijf hunebedden voor (Langdolmen Stenbjerggård), in Duitsland bevat het Hünenbett von Waabs-Karlsminde in Kreis Rendsburg-Eckernförde drie. Een groot aantal hunebedden, maar ook enkele Rundhügel, bevatten twee erweiterte Dolmen (Großsteingrab Nobbin).